# Déchet inerte
Pour des articles plus généraux, voir Déchet et Déchet non dangereux.

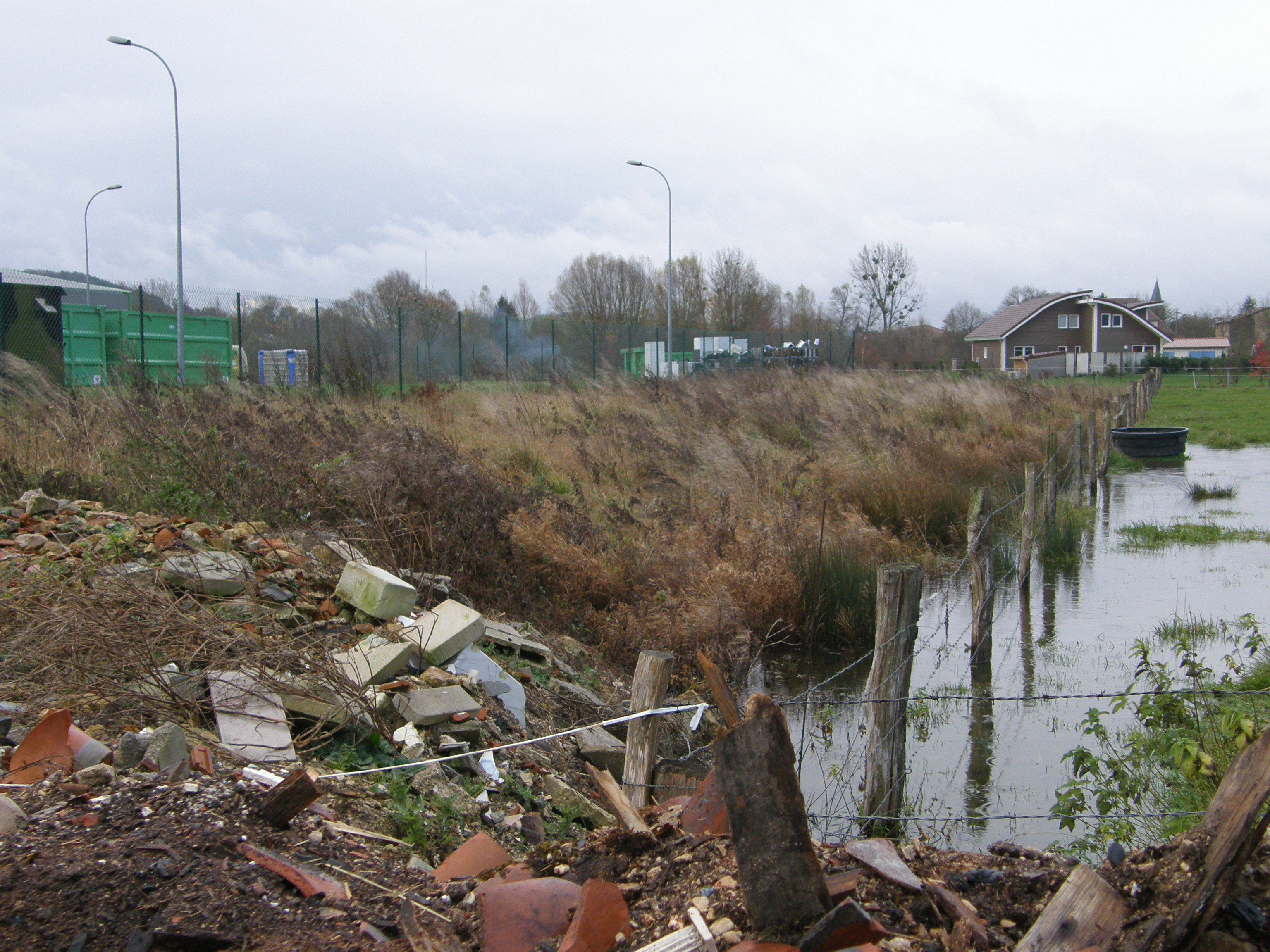
Dépôt sauvage ou installation illégale de stockage de déchets réputés inertes dans le Nord de la Meuse

Un déchet inerte (ou déchet non dangereux inerte) est, pour tous les États-membres de l'Union européenne (depuis 1999), un déchet répondant à la définition suivante : « tout déchet qui ne subit aucune modification physique, chimique ou biologique importante, qui ne se décompose pas, ne brûle pas, ne produit aucune réaction physique ou chimique, n'est pas biodégradable et ne détériore pas les matières avec lesquelles il entre en contact d'une manière susceptible d'entraîner des atteintes à l'environnement ou à la santé humaine ». Cette définition a été transposée en France par l'article R. 541-8 du code de l’environnement. À noter que les déchets inertes sont des déchets non dangereux.
Dans la plupart des pays, depuis les années 1990, le droit de l'environnement encourage ou permet la réutilisation et le recyclage de ces déchets tant que possible. Par ailleurs, la législation oblige désormais à respecter une hiérarchie des modes de traitement, c'est-à-dire à valoriser au maximum les déchets avant de les éliminer.
Mais, les conditions techniques et économiques du moment (absence de marché, faible valeur des matières « nobles » naturelles rendant prohibitive l’utilisation de certains matériaux recyclés, etc.) font que parfois, la réutilisation ou le recyclage de certains déchets inertes n'est pas rentable. Ils sont alors éliminés dans des décharges appropriées, appelées en France « installations de stockage de déchets inertes » (ISDI).

## Définition et caractérisation
Un déchet inerte est un « déchet qui ne subit aucune modification physique, chimique ou biologique importante, qui ne se décompose pas, ne brûle pas, ne produit aucune réaction physique ou chimique, n'est pas biodégradable et ne détériore pas les matières avec lesquelles il entre en contact d'une manière susceptible d'entraîner des atteintes à l'environnement ou à la santé humaine ».

### Installation de stockage ou de traitement de déchets inertes
Concrètement, les déchets qui peuvent être éliminés dans des installations de stockage de déchets inertes ou valorisés dans des installations de traitement de matériaux doivent répondre aux conditions d'admission définies dans un arrêté ministériel du 12 décembre 2014.
Ainsi, les déchets inertes ne sont pas :
- des déchets présentant au moins une des propriétés de danger énumérées à l'annexe I de l'article R. 541-8 du code de l'environnement, notamment des déchets contenant de l'amiante comme les matériaux de construction contenant de l'amiante, relevant du code 17 06 05* de la liste des déchets, les matériaux géologiques excavés contenant de l'amiante, relevant du code 17 05 03* de la liste des déchets et les agrégats d'enrobé relevant du code 17 06 05* de la liste des déchets ;
- des déchets liquides ou dont la siccité est inférieure à 30 % ;
- des déchets dont la température est supérieure à 60 °C ;
- des déchets non pelletables ;
- des déchets pulvérulents, à l'exception de ceux préalablement conditionnés ou traités en vue de prévenir une dispersion sous l'effet du vent ;
- des déchets radioactifs.

Par défaut, les déchets inertes sont les déchets visés à l'annexe I à l'arrêté ministériel du 12 décembre 2014, c'est-à-dire :
| Code déchet | Description                                                                        | Restrictions |
| ----------- | ---------------------------------------------------------------------------------- | --- |
| 17 01 01    | Béton                                                                              | Uniquement les déchets de production et de commercialisation ainsi que les déchets de construction et de démolition ne provenant pas de sites contaminés, triés |
| 17 01 02    | Briques                                                                            | Uniquement les déchets de production et de commercialisation ainsi que les déchets de construction et de démolition ne provenant pas de sites contaminés, triés |
| 17 01 03    | Tuiles et céramiques                                                               | Uniquement les déchets de production et de commercialisation ainsi que les déchets de construction et de démolition ne provenant pas de sites contaminés, triés |
| 17 01 07    | Mélanges de béton, tuiles et céramiques ne contenant pas de substances dangereuses | Uniquement les déchets de construction et de démolition ne provenant pas de sites contaminés, triés                                                             |
| 17 02 02    | Verre                                                                              | Sans cadre ou montant de fenêtres |
| 17 03 02    | Mélanges bitumineux ne contenant pas de goudron                                    | Uniquement les déchets de production et de commercialisation ainsi que les déchets de construction et de démolition ne provenant pas de sites contaminés, triés |
| 17 05 04    | Terres et cailloux ne contenant pas de substance dangereuse                        | A l'exclusion de la terre végétale, de la tourbe et des terres et cailloux provenant de sites contaminés                                                        |
| 20 02 02    | Terres et pierres                                                                  | Provenant uniquement de jardins et de parcs et à l'exclusion de la terre végétale et de la tourbe                                                               |
| 10 11 03    | Déchets de matériaux à base de fibre de verre                                      | Seulement en l'absence de liant organique |
| 15 01 07    | Emballage en verre                                                                 | Triés |
| 19 12 05    | Verre                                                                              | Triés |

Par ailleurs, certains déchets peuvent être considérés comme inertes s'ils respectent les critères de l'annexe II à l'arrêté ministériel du 12 décembre 2014.

### Déchets d'extraction inertes
Concrètement, les déchets issus de l'industrie extractive (carrières) sont considérés inertes s'ils respectent les critères définis par l'annexe I à l'arrêté ministériel du 22 septembre 1994, c'est-à-dire :
- les déchets ne sont susceptibles de subir aucune désintégration ou dissolution significative, ni aucune autre modification significative, de nature à produire des effets néfastes sur l'environnement ou la santé humaine ;
- les déchets présentent une teneur maximale en soufre sous forme de sulfure de 0,1 %, ou les déchets présentent une teneur maximale en soufre sous forme de sulfure de 1 % et le ratio de neutralisation, défini comme le rapport du potentiel de neutralisation au potentiel de génération d'acide et déterminé au moyen d'un essai statique prEN 15875, est supérieur à 3 ;
- les déchets ne présentent aucun risque d'autocombustion et ne sont pas inflammables ;
- la teneur des déchets, y compris celle des particules fines isolées, en substances potentiellement dangereuses pour l'environnement ou la santé humaine, et particulièrement en certains composés de As, Cd, Co, Cr, Cu, Hg, Mo, Ni, Pb, V et Zn, est suffisamment faible pour que le risque soit négligeable pour la santé humaine et pour l'environnement, tant à court terme qu'à long terme. Sont considérées à cet égard comme suffisamment faibles pour que le risque soit négligeable pour la santé humaine et pour l'environnement les teneurs ne dépassant pas les seuils fixés au niveau national pour les sites considérés comme non pollués, ou les niveaux de fond naturels nationaux pertinents ;
- les déchets sont pratiquement exempts de produits, utilisés pour l'extraction ou pour le traitement, qui sont susceptibles de nuire à l'environnement ou à la santé humaine.

## Statistiques
En 2012, la production de déchets en France représente 345 millions de tonnes, dont 241 millions sont inertes (71,8 %). Ces derniers sont :
- Pour 49 % (119 millions de tonnes) valorisés en tant que récupération non énergétique (hors remblaiement) : par exemple recyclage sous forme de granulats des bétons de démolition.
- Pour 34 % (82 millions de tonnes) éliminés en tant que dépôts dans ou sur le sol.
- Pour 17 % (40 millions de tonnes) valorisés en tant que matériaux de construction de travaux publics (remblais, assises de chaussées, etc.) ou bien dans le cadre de réaménagement de carrières disposant d’une autorisation d’exploiter.